# Canyon Ceman
Canyon Ceman (* 21. Juni 1972  in Hermosa Beach) ist ein US-amerikanischer Volleyball- und Beachvolleyballspieler.

## Karriere
Ceman begann seine internationale Beach-Karriere 1992 auf der AVP-Tour. In der Saison war er in der Volleyball-Nationalmannschaft aktiv und anschließend spielte er ein Jahr in der belgischen Liga. 1996 und 1997 erreichte er als Beachvolleyballer mit Ian Clark beim Weltserien-Turnier in Carolina (Puerto Rico) und mit Eric Fonoimoana beim Grand Slam in Rio de Janeiro jeweils den fünften Rang. Bei der Weltmeisterschaft in Los Angeles unterlag er an der Seite von Mike Whitmarsh erst im Finale den Brasilianern Guilherme/Pará. 1999 spielte er mit Adam Kristofer Jewell, ohne vordere Platzierungen zu schaffen. 2003 wurde Ceman mit Whitmarsh Dritter beim Grand Slam in Los Angeles. Im nächsten Jahr trat er mit Matthew Fuerbringer an.